# Бермудес, Хуан
Хуан Бермудес (исп. Juan Bermúdez; город Палос-де-ла-Фронтера, точная дата рождения не известна — умер в 1570 году на Кубе) – испанский мореплаватель XVI века. 
Известен как открыватель Бермудских островов, названных в его честь. С 1495 по 1519 год Бермудес совершил 11 зарегистрированных плаваний в Новый Свет.

## Биография

### Первая и вторая экспедиция в Новый свет
Хуан Бермудес был участником первой экспедиции Христофора Колумба, которая 3 августа 1492 года покинула порт Палос-де-ла-Фронтера  и открыла Америку 12 октября того же года. Он был моряком на каравелле «Ла-Пинта», штурманом на которой был Мартин Алонсо Пинсон. В этом плавании принимал участие и его двенадцатилетний брат Диего Бермудес, находившийся на борту каравеллы Колумба «Санта-Мария». 
Хуан Бермудес участвовал также во второй экспедиции Колумба в Новый Свет, начавшейся 23 апреля 1493 года из Кадиса. После возвращения в Испанию Бермудес включился в доставку продовольствия и жителей на новые заморские территории.

### Открытие Бермудских островов
В 1505 году Хуан Бермудес на корабле La Garça (или Garza ) доставил продовольствие на остров Эспаньолу и на обратном пути в Испанию обнаружил Бермудские острова, которые впоследствии были названы его именем. Однако Бермудес на эти острова не высадился из-за того, что путь ему преграждали рифы. Кроме того, моряки его корабля испугались громких криков птиц, гнездящихся на побережье, приняв их за демонов. Атлас «Legatio Babylonica», опубликованный в 1511 году Петром Мартиром де Ангиера, перечисляет «Бермудские острова» среди других островов в Атлантике. 
В 1515 году Хуан де Бермудес вернулся на Бермудские острова, высадив там дюжину свиней и свиноматок, позаботившись о тех моряках, которые впоследствии могли бы оказаться там вследствие крушения или других неудачных обстоятельств.